# Потоки (Јесенице)
Потоки (словен. Potoki) су насељено место у општини Јесенице, Горењска регија, Словенија.

## Историја
До територијалне реорганизације у Словенији били су у саставу старе општине Јесенице.

## Становништво
У попису становништва из 2011. године, Потоки су имали 113 становника.
| Број становника према пописима | Број становника према пописима | Број становника према пописима |
| ------------------------------ | ------------------------------ | ------------------------------ |
| 1991                           | 2002                           | 2011                           |
| 99                             | 115                            | 113                            |